# 新潟県道70号小出守門線
新潟県道70号小出守門線（にいがたけんどう70ごう こいですもんせん）は、新潟県魚沼市内を通る県道（主要地方道）である。

## 概要
路線名の「小出」・「守門」は、起点・終点付近の旧自治体名（新潟県北魚沼郡小出町、守門村）に由来する。

### 路線データ
- 実延長：22,099.6 m[1]
- 起点：新潟県魚沼市虫野字柵ノ入（国道17号交点）
- 終点：新潟県魚沼市渋川字上谷内（国道252号交点）

## 歴史
- 1993年（平成5年）5月11日 - 建設省から、県道小出守門線が小出守門線として主要地方道に指定される[2]。

## 路線状況

### 重複区間
- 国道291号（干溝交差点 - 魚沼市干溝）
- 新潟県道332号湯之谷越後広瀬停車場線（吉田交差点 - 魚沼市清本）
- 新潟県道417号米沢今泉線（魚沼市今泉 地内）
- 新潟県道448号赤土並柳線（魚沼市清本 - 魚沼市赤土字両道）
- 新潟県道345号細野魚沼田中停車場線（魚沼市赤土字両道 - 魚沼市細野）
- 新潟県道538号大栃山細野線（魚沼市松川字居平 - 魚沼市細野）

### 道路施設
- 道の駅ゆのたに

## 地理

### 通過する自治体
- 魚沼市

### 交差する道路
- 国道17号 三国街道（起点：原虫野交差点）
- 国道291号（魚沼市干溝）
- 国道291号（干溝交差点 - 魚沼市干溝）
- 新潟県道50号小出奥只見線（深雪の里交差点）
- 国道352号（樹海ライン）（吉田交差点）
- 新潟県道332号湯之谷越後広瀬停車場線（吉田交差点 - 魚沼市清本で重複）
- 新潟県道553号広神小出線（魚沼市七日市）
- 新潟県道328号三ツ又小出線（山田下交差点）
- 新潟県道417号米沢今泉線（魚沼市今泉地内で重複）
- 新潟県道501号江口今泉線（魚沼市今泉字橋場ノ上）
- 新潟県道448号赤土並柳線（魚沼市清本 - 魚沼市赤土字両道で重複）
- 新潟県道345号細野魚沼田中停車場線（魚沼市赤土字両道 - 魚沼市細野で重複）
- 新潟県道449号松川須原線（魚沼市松川字居平）
- 新潟県道538号大栃山細野線（魚沼市松川字居平 - 魚沼市細野で重複）
- 国道252号（終点：魚沼市渋川字上谷内）

### 沿線にある施設など
- 関越自動車道 魚沼IC/BS
- JR只見線
  - 藪神駅 - 越後広瀬駅 - 魚沼田中駅 - 越後須原駅 - 上条駅
- 新潟県警察 小出警察署
- 新潟労働局 小出労働基準監督署
- 新潟県魚沼地域振興局
- 魚沼市役所
  - 広神庁舎
  - 守門庁舎
- 魚沼市立湯之谷中学校
- 魚沼市立守門中学校
- 魚沼市立伊米ヶ崎小学校
- 魚沼市立井口小学校
- 魚沼市立広神東小学校
- 魚沼市立広神西小学校
- 魚沼市立須原小学校
- JA北魚沼
  - 伊米ヶ崎支店
  - 湯之谷支店
  - 薮神支店
  - 広瀬支店
  - 守門支店
- 伊米ヶ崎郵便局
- 魚沼田中郵便局
- 広神郵便局
- 守門郵便局
- 上条郵便局
- コメリホームセンター 小出店
- コメリハードアンドグリーン 広神店
- 原信 小出東店
- 蔦屋書店 小出店
- ドラッグ・トップス 小出店
- クスリのコダマ 小出南店
- Aコープ北魚沼
  - ゆのたに店
  - 薮神店
  - 広瀬店
  - 守門店
- 魚野川
- 破間川
- 奥只見レクリェーション都市公園（小出地域）響きの森公園
- 魚沼市湯之谷薬師スキー場